# Parque eólico de Rubió

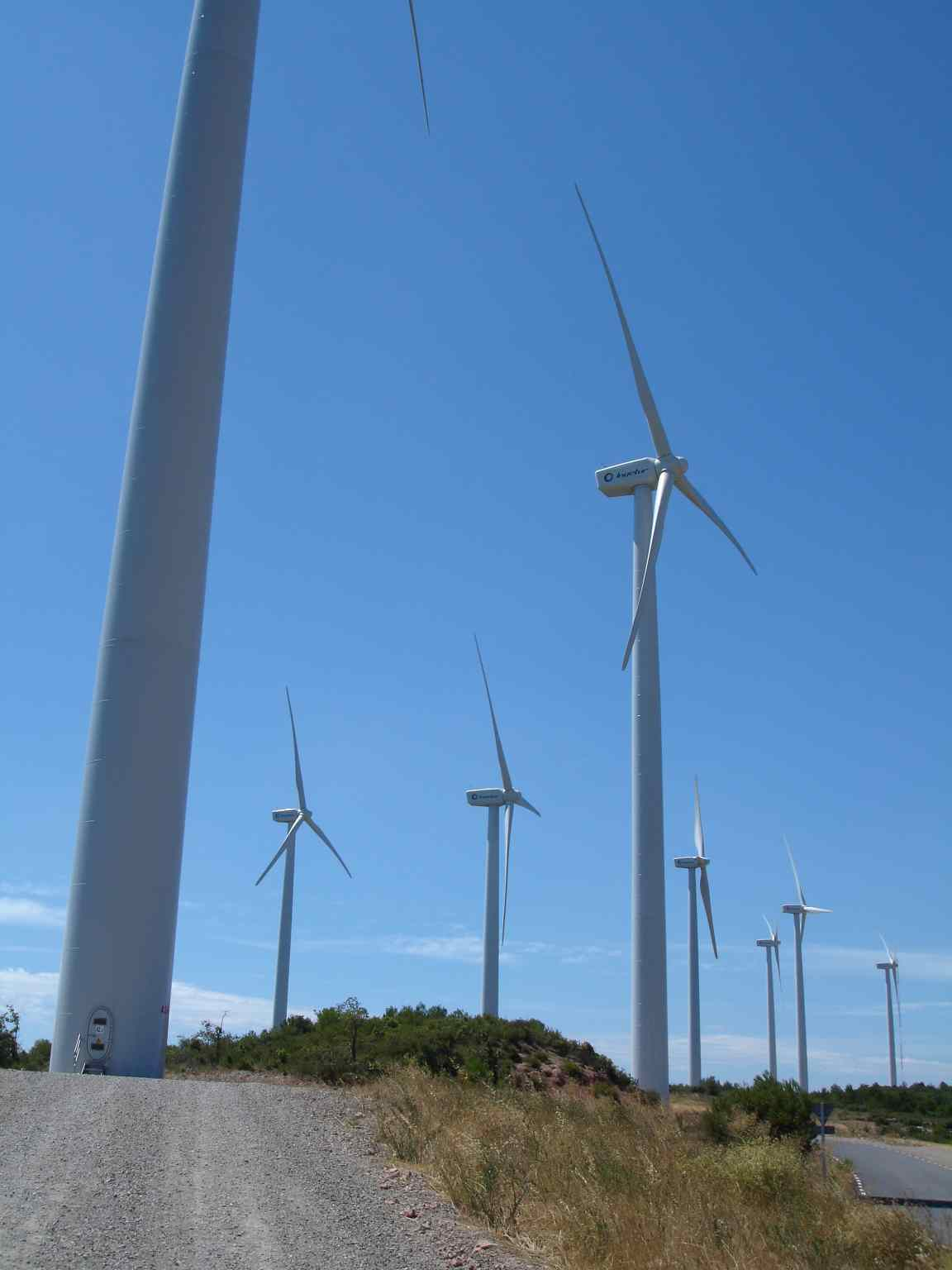
Aerogeneradores del parque eólico de Rubió

El parque eólico de Rubió está formado por 50 aerogeneradores. Inicialmente, se instalaron unos 33 aerogeneradores, cosa que lo convirtió en el proyecto eólico más importante del momento en Cataluña. Estos aerogeneradores eran capaces de producir energía para 30 000 hogares. La instalación del parque eólico se realizó en el otoño del año 2004, aunque entró en funcionamiento durante la primavera del 2005. El parque eólico se encuentra en los términos municipales de Rubió (Noya), Castellfullit del Boix (Bages) y Òdena (Noya). A finales del 2007, se procedió a la instalación de 17 aerogeneradores más, llegando a la cifra total de 50 aerogeneradores, dando al parque una potencia instalada de 75 MW, cosa que permite abastecer de electricidad a unas 50.000 familias.

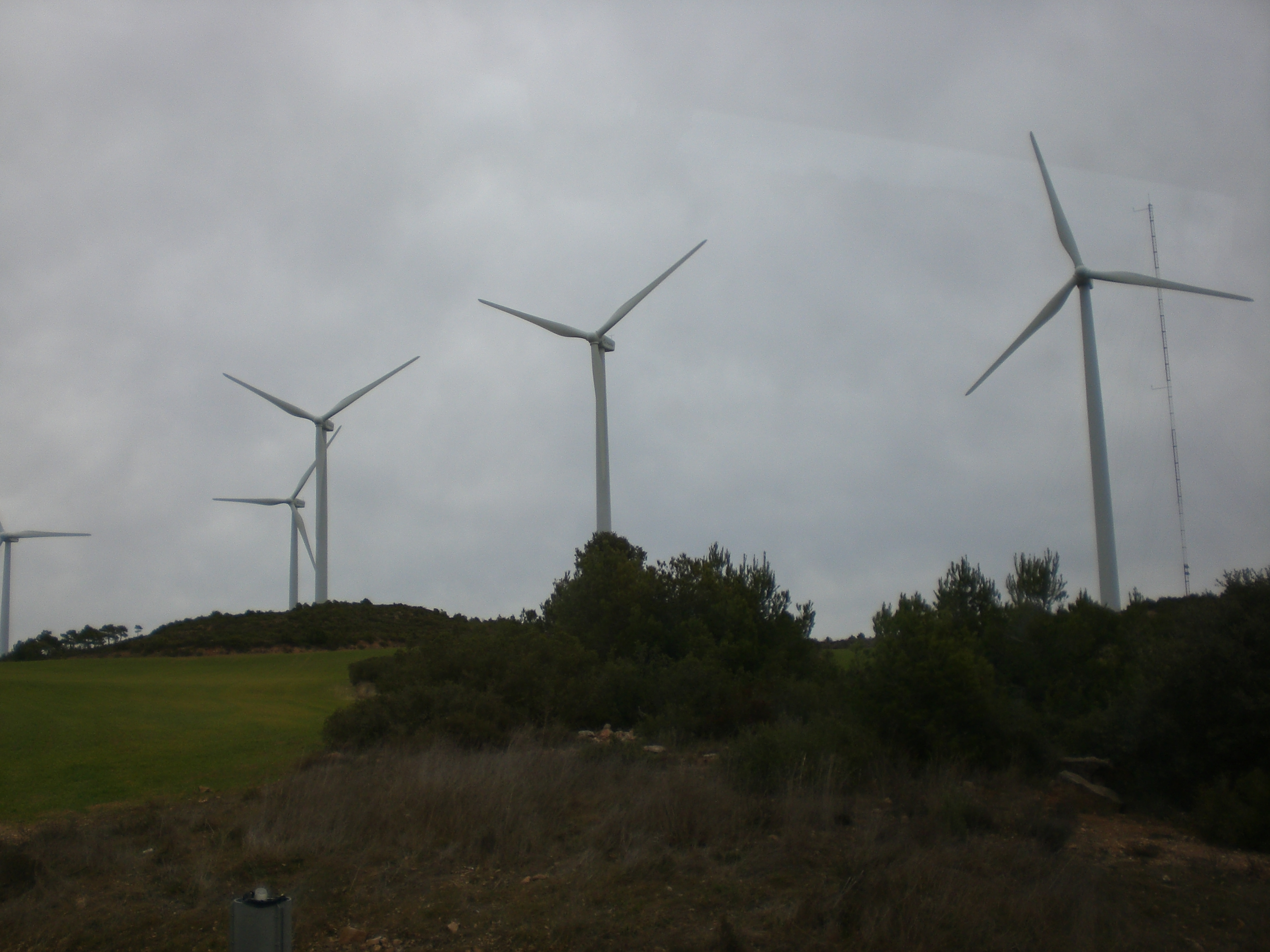
Aerogeneradores del parque

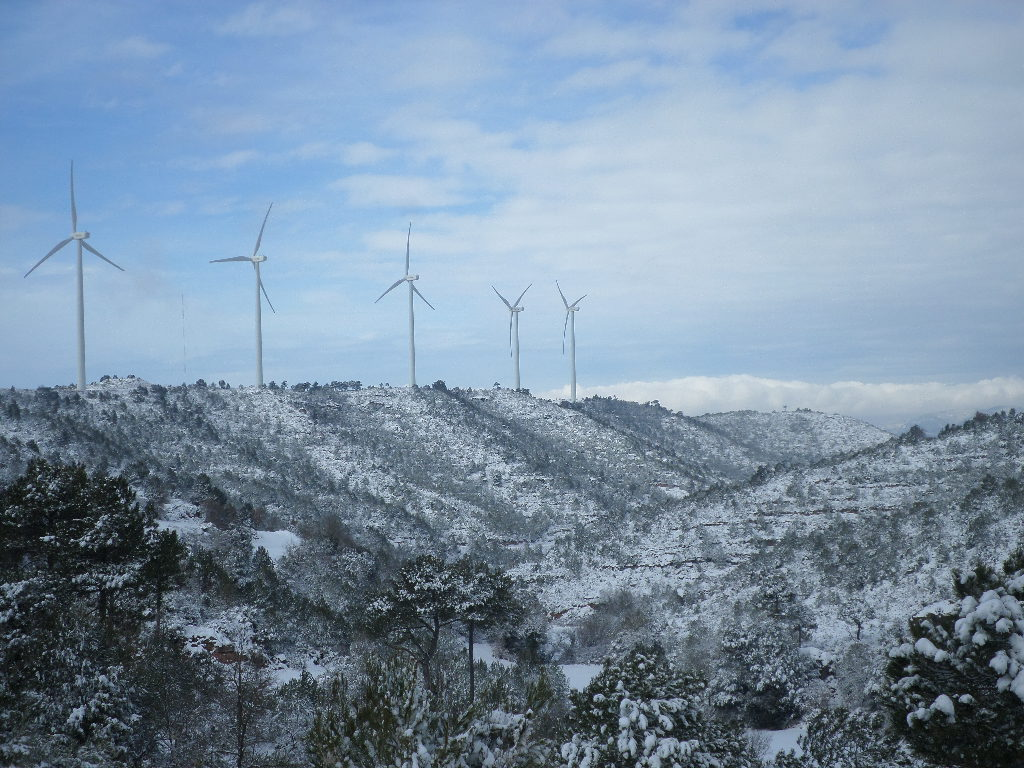
Parque eólico nevado 4-02-2015

Cada aerogenerador tiene una altura de 80 metros y un peso de 195 toneladas, también tienen unas palas de fibra de vidrio y poliéster de 37 metros. Esta gran altura hace que el parque eólico se pueda ver a kilómetros de distancia. Además de los 50 aerogeneradores, fue instalada una subestación transformadora desde donde se evacuó a la línea eléctrica de Puebla de Segur-Pierola.
La empresa promotora del parque es Energía Hidroeléctrica de Navarra (EHN) que realizó una inversión aproximada de 50 millones de euros. Los aerogeneradores de este parque eólico son del modelo IT 77/1500 de clase III.

## Impacto ambiental

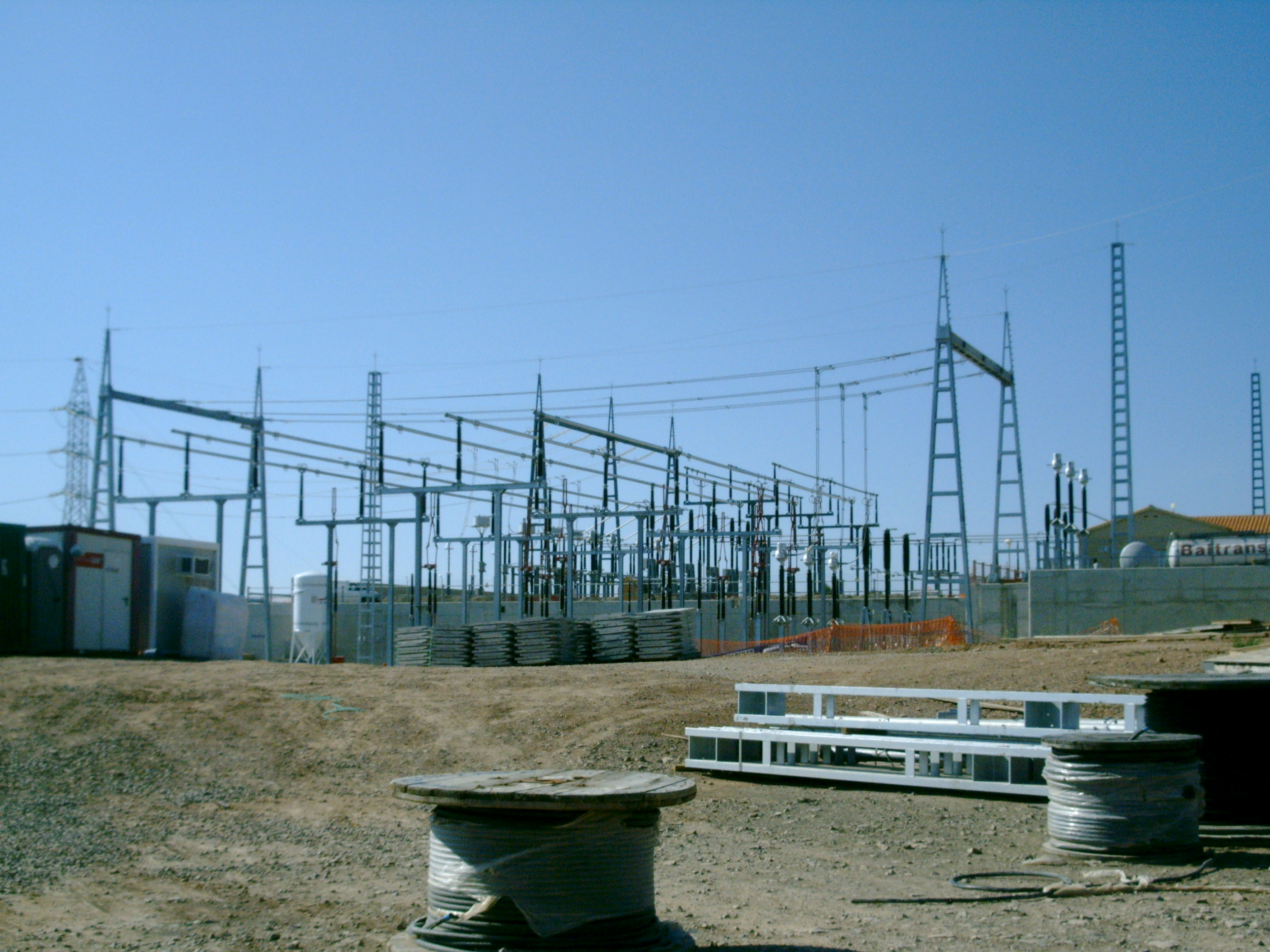
Central Eléctrica

Se calcula que el parque evita la emisión anual de 110.000 toneladas de CO2, con un efecto depurativo equivalente al de cerca de 6 millones de árboles haciendo la fotosíntesis. Aun así, para la construcción de este gran parque, se destruyeron varias zonas de cultivo y de flora silvestre.
El parque eólico de Rubió produce una fuente muy importante de ingresos a los ayuntamientos de los términos municipales afectados. Hay propietarios que tienen algún aerogenerador en su terreno, cosa por la cual también reciben una compensación económica anualmente. Por otra parte, existe un tercer tipo de afectados, que son aquellos habitantes que sufren el impacto visual, el impacto auditivo o el impacto medioambiental de los aerogeneradores, pero en este caso, no reciben ninguna compensación económica ni de ninguno otro tipo.